# Carabus ulrichii
Carabus ulrichii es una especie de insecto adéfago del género Carabus, familia Carabidae. Fue descrita científicamente por Germar en 1824.
Habita en Albania, Austria, Bosnia y Herzegovina, Bulgaria, Croacia, Chequia, Alemania, Hungría, Moldavia, Polonia, Rumania, Serbia, Eslovaquia, Eslovenia y Ucrania.
La longitud total de los insectos adultos de esta especie es de 25-31,5 mm, pero existe una diferencia de tamaño entre sexos: las hembras son más grandes que los machos.